# Seleção Eslovena de Futebol
A Seleção Eslovena de Futebol representa a Eslovênia nas competições de futebol da FIFA. A Seleção Eslovena surgiu em 1992, depois da emancipação da Eslovênia da República Socialista Federativa da Iugoslávia no ano de 1991. Anteriormente, os eslovenos eram representados pela Seleção Iugoslava de Futebol.
Entre os maiores resultados alcançados pela Eslovênia estão as participações nas Copas do Mundo de 2002 e 2010 e na Eurocopa de 2000.

## Campeonato Europeu de Futebol de 2000
A primeira grande competição que a Eslovênia participou foi a Eurocopa de 2000. Nas Eliminatórias, os eslovenos se classificaram após vencer as playoffs contra a Ucrânia. Na competição, começaram com um empate em 3 a 3 contra a Iugoslávia, com gols de Zahovič e Pavlin. Na segunda rodada, foram derrotados pela Espanha pelo placar de 2 a 1. Três dias depois, fecharam sua participação na Eurocopa com um empate sem gols diante da Noruega. A Seleção Eslovena ficou em último lugar no grupo e não avançou à próxima fase.

## Copa do Mundo FIFA de 2002
A primeira participação da Eslovênia em Copas do Mundo foi em 2002, na Coreia do Sul/Japão. Na estreia, foram derrotados pela Espanha por 3 a 1. Na segunda rodada, perderam para a África do Sul por 1 a 0, perdendo todas as chances de classificação para a segunda fase. Na última partida pela Copa, a Eslovênia perdeu novamente, desta vez para o Paraguai.

## Copa do Mundo FIFA de 2010
A Seleção Eslovena conseguiu se classificar para a sua segunda Copa do Mundo em novembro de 2009, quando venceu a Rússia na repescagem europeia. No mundial, a Eslovênia estreou contra a seleção da Argélia, derrotando por 1 a 0, com gol de Koren. Na segunda rodada, precisava derrotar os Estados Unidos para avançar à segunda fase. Os eslovenos saíram na frente, com gols de Birsa e Ljubijankič. Porém, os americanos empataram o placar com gols de Landon Donovan e Michael Bradley. Apesar do empate, os eslovenos continuaram na liderança do grupo após o empate da Inglaterra com a Argélia, mas precisavam empatar com os ingleses para a seguir no mundial. Na última rodada, a Eslovênia ficou presa na defesa e Jermain Defoe marcou o único gol da partida na vitória dos ingleses por 1 a 0. O resultado ainda garantia vaga na segunda fase, mas após o apito final, o americano Donovan marcou o gol da vitória dos Estados Unidos sobre a Argélia, classificando os estadunidenses e eliminando os eslovenos.
| Pos | Equipe         | Pts | J | V | E | D | GP | GC | SG | Classificado      |
| --- | -------------- | --- | - | - | - | - | -- | -- | -- | ----------------- |
| 1   | Estados Unidos | 5   | 3 | 1 | 2 | 0 | 4  | 3  | +1 | Fase eliminatória |
| 2   | Inglaterra     | 5   | 3 | 1 | 2 | 0 | 2  | 1  | +1 | Fase eliminatória |
| 3   | Eslovênia      | 4   | 3 | 1 | 1 | 1 | 3  | 3  | 0  | Eliminado         |
| 4   | Argélia        | 1   | 3 | 0 | 1 | 2 | 0  | 2  | −2 | Eliminado         |

## Uniformes
Apesar da bandeira nacional seguir as cores pan-eslavas, (azul, vermelho e branco) as cores adotadas pela Associação de Futebol da Eslovênia é o branco e o verde. Entre os supostos motivos, está o de que a cor verde é considerada a cor da independência eslovena, pois essa era a cor predominante dos principais partidos separatistas. É também a cor mais usada pelos clubes eslovenos e também é a cor da Tilia, árvore nacional do país.
Em 2009, uma nova diretoria da Federação Eslovena de Futebol optou imediatamente por uma mudança de cores. Em dezembro de 2009, a diretoria votou pela mudança das cores da camisa para o branco nos jogos em casa e o azul nos jogos fora de casa. As novas cores entraram em vigor em abril de 2012, quando a Nike revelou os novos kits domésticos. A camisa era toda branca com detalhes em azul e verde. O novo kit alternativo, que foi apresentado alguns meses antes, era todo azul com uma guarnição verde e branca. Em março de 2016, os novos kits foram revelados com a variação totalmente verde retornando como um kit reserva, enquanto o kit azul claro se tornou um kit doméstico. 
Nos torneios da Copa do Mundo FIFA de 2002 e 2010, o kit esloveno incluía uma forma abstrata de montanha, uma representação estilizada de Triglav, a montanha mais alta do país estando presente em outros uniformes também como uma forma de identidade.

### Material esportivo
| Fornecedor | Período       |
| ---------- | ------------- |
| Adidas     | 1992–1994     |
| Puma       | 1994–1997     |
| Adidas     | 1997–2000     |
| Uhlsport   | 2001–2003     |
| Kappa      | 2003–2006     |
| Nike       | 2007–Presente |